# Rashtrapati Niwas

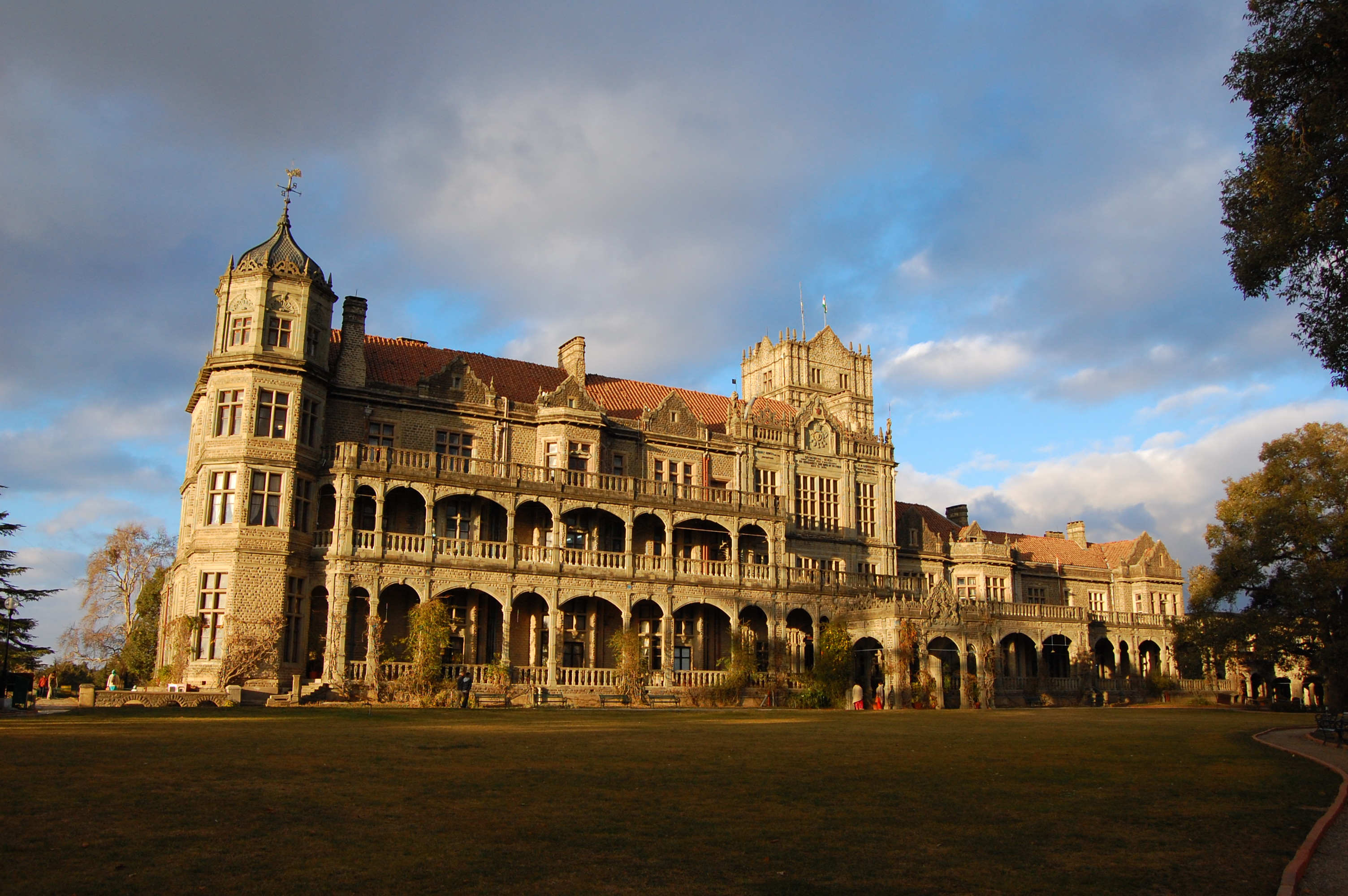
Rashtrapati Niwas in Shimla, die frühere Residenz des Vizekönigs, erbaut 1888

Die Rashtrapati Niwas, auch Viceregal Lodge (dt.: Residenz des Vizekönigs), ist ein Herrenhaus in den Observatory Hills von Shimla in der indischen Provinz Himachal Pradesh. Das Gebäude im jakobethanischen Stil war früher die Residenz des Generalgouverneurs und Vizekönigs von Indien. Man findet dort einige der ältesten erhaltenen Objekte und Fotografien aus der Zeit Britisch-Indiens.
Rashtrapati Niwas wurde vom britischen Architekten Henry Irwin entworfen und unter Lord Dufferin im jakobethanischen Stil erbaut. Der Bau begann 1880 und 1888 wurde das Gebäude fertiggestellt. Lord Dufferin zug am 23. Juli 1888 ein.

## Geschichte

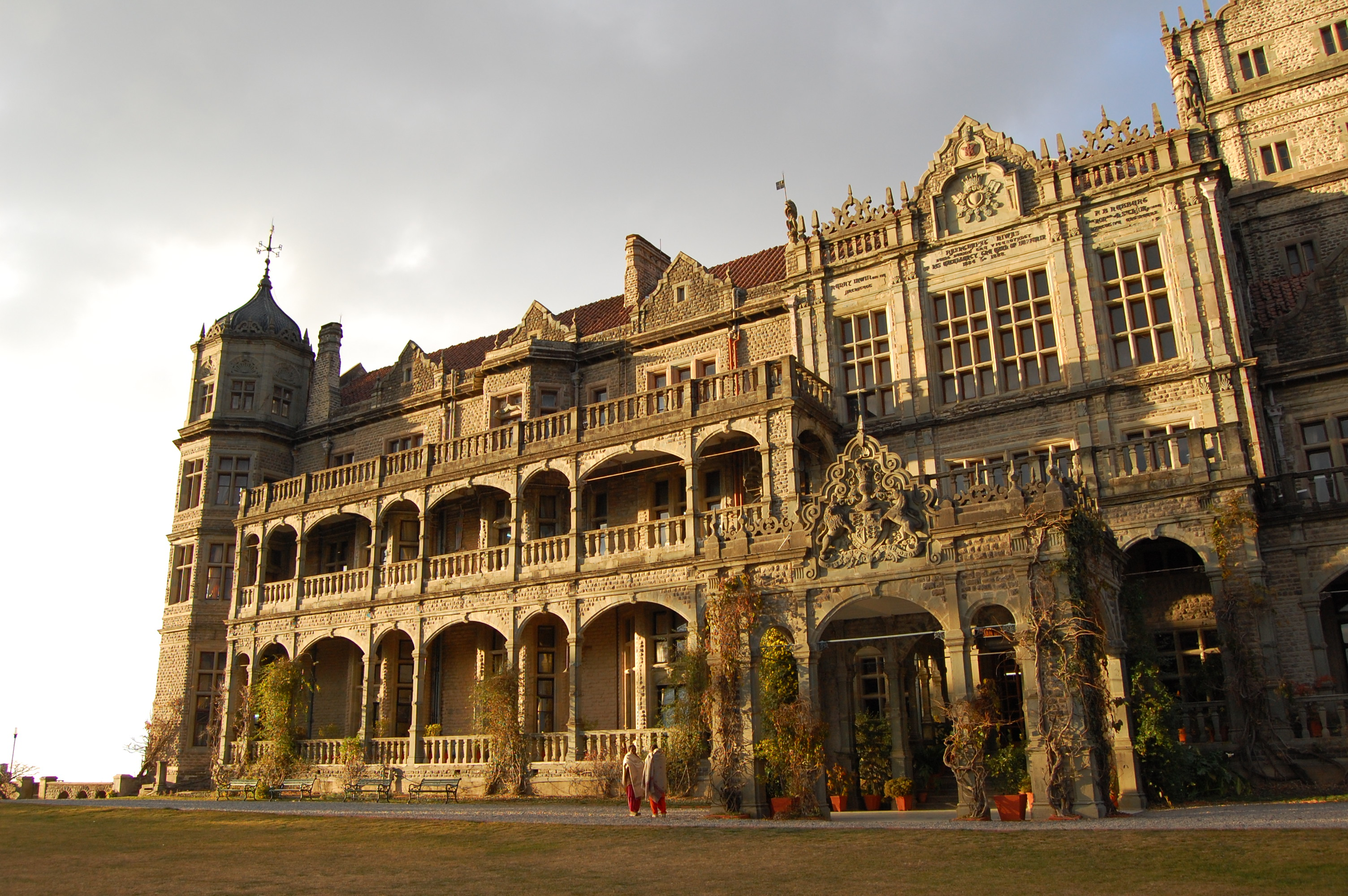
Loggia am Eingang zum Rashtrapati Niwas

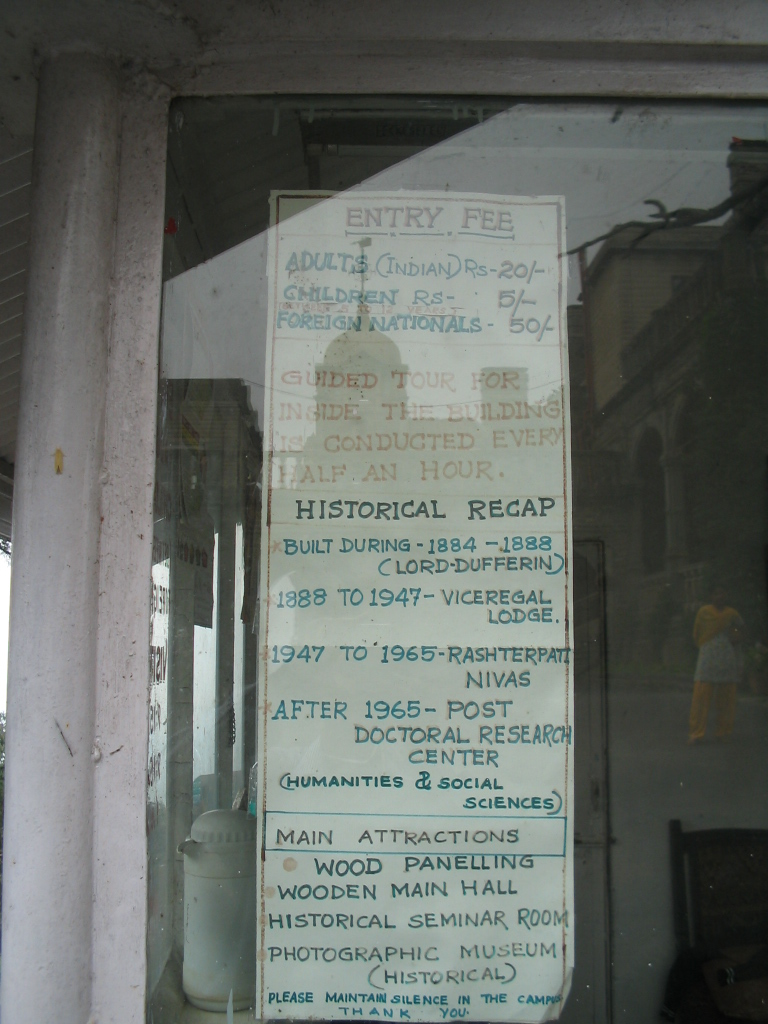
Notiz am Eingang zur Residenz des Vizekönigs

Die Sommerresidenz von Britisch-Indien war für den indischen Präsidenten von geringem Wert und so besuchte er sie nur an wenigen Tagen im Jahr, wenn überhaupt. Professor S. Radhakrishnan wollte sie universitärer Nutzung zuführen. Das Anwesen wurde an das Kultusministerium übertragen, um es an das Indian Institute of Advanced Study weiterzugeben. Das Central Public Works Department, das Hohe Gericht von Himachal Pradesh und die Himachal Pradesh University durften nacheinander einige der Gebäude nutzen, aber der Großteil des Anwesens, auch die gut gepflegten Rasenflächen und reicht bestückten Gewächshäuser blieben in der Hand des Indian Institute of Advanced Study.